# S.M. Hilfskreuzer „Wolf“
S.M. Hilfskreuzer „Wolf“ ist ein deutscher Dokumentarfilm, der 1918 zu propagandistischen Zwecken in Kiel an Bord des Hilfskreuzers Wolf gedreht wurde.

## Handlung
Der heimkehrenden Wolf begegnet ein deutsches Torpedoboot. Auf der Brücke erteilt der Erste Offizier, Kapitänleutnant Schmehl, Befehle. Im Kieler Hafen wird der Dampfer von Zivilisten und Marineangehörigen begrüßt. Auf einem im Hafen liegenden Segelschulschiff werden Manöver durchgeführt.
Der Chef der Marinestation der Ostsee, Vizeadmiral Gustav Bachmann, verleiht dem Wolf-Kommandanten, Fregattenkapitän Karl August Nerger, den Pour le Mérite. Da Bachmann das Ordensband um Nergers Hals nicht richtig befestigt hat, droht der Orden abzurutschen, was durch einen hinter Nerger stehenden Marineangehörigen verhindert wird, indem er das Ordensband auf Nergers Schulter festhält.
Admiral Prinz Heinrich von Preußen, der Bruder Kaiser Wilhelm II., besucht die Wolf. Kriegsgefangene Handelsschiffmatrosen und portugiesische und neuseeländische (oder australische) Soldaten bewegen sich an Deck. Die Gefangenen holen sich in großen Kübeln ihr Essen.
Das Bordflugzeug Wölfchen, eine Friedrichshafen FF 33, wird startklar gemacht. Die beiden Piloten besteigen die Maschine. Die Bordhunde, überwiegend Dackel, tollen vor der Kamera herum. Es werden Geschützübungen durchgeführt, bei denen demonstriert wird, wie die Tarnung des Hilfskreuzers im Einsatzfall aufgehoben wird. Fleisch wird an Bord gebracht, laut Zwischentafel das erste Frischfleisch seit 12 Monaten. Das Gepäck der Gefangenen wird untersucht, anschließend werden sie mit einem kleinen Dampfer, der längsseits der Wolf liegt, in die Kriegsgefangenschaft an Land abtransportiert.

## Produktionsgeschichte
Im Gegensatz zu Graf Dohna und seine Möwe wurden auf der Wolf während ihrer Reise keinerlei Filmaufnahmen gemacht. Warum, im Gegensatz zur Möwe, keine Filmkamera an Bord genommen wurde, ist unbekannt. Alle Aufnahmen von S.M. Hilfskreuzer „Wolf“ wurden im Kieler Hafen gedreht.
In seinem autobiografischen Roman Des Kaisers Kulis (Berlin 1929) berichtet der Schriftsteller Theodor Plivier, der sich als Besatzungsmitglied an Bord der Wolf befand, über die Dreharbeiten. Danach sind die Aufnahmen größtenteils gestellt, da beim Einlaufen des Schiffs in den Kieler Hafen und bei der Verleihung der Orden durch Admiral Bachmann kein Kamerateam anwesend war:
… Der Admiral ist wieder an Bord gekommen. Diesmal mit einem Hauptmann der „Propagandastelle zur Hebung der Kriegsstimmung im Hinterland“. Ein Filmapparat! Großaufnahme: vom Kommandanten, von der Dackelmeute, von der Mannschaft.
Der Kameramann kurbelt. Der Admiral verleiht die einkassierten Eisernen Kreuze zum zweitenmal, stellt dieselben idiotischen Fragen, liest dasselbe Kaisertelegramm ab, hängt dem Kommandanten den Pour le Mérite wieder um. Ein riesengroßer Kintopp! Der höchste Kriegsorden der Nation ist zum Theaterrequisit geworden. Der Kommandant, dem der Heiratskonsens mit seiner Frau versagt bleibt, weil sie Schauspielerin ist, wird selber in die Rolle eines Schauspielers gedrängt. Die übrigen Offiziere samt dem Admiral und Chef der Ostseestation bilden die Komparserie. Die Mannschaften der im Hafen liegenden Kriegsschiffe, die auf Befehl bevölkerten Landungsbrücken geben den großen und billigen Hintergrund ab. Wir brüllen Hurra, ein halbes Hundert mal, bis wir heiser sind, und grinsen dabei: Propaganda zur Hebung der Kriegsstimmung in Deutschland! 500 m Film für das Hinterland und die Lazarette. Die erbeutete Ladung im Wert von 40 Millionen Mark … sind nicht für das Hinterland und die Lazarette gedacht …
Plivier, Des Kaisers Kulis, S. 307
Nach Plivier besaß der Film eine Länge von 500 m, war also erheblich länger als die überlieferte Fassung. Auffällig ist, dass die Wolf nie von außen aufgenommen wird, was vermutlich darauf zurückzuführen ist, dass sich das Schiff in einem durch die lange Fahrt und Sturmeinwirkung zum Teil erheblich beschädigten Zustand befand. Die Eingangssequenz, die die Wolf angeblich beim Einlaufen in Kiel zeigt, wurde vermutlich am Heck eines wesentlich kleineren und schnelleren Fahrzeugs gedreht. Die Aufnahme des Segelschulschiffs Großherzogin Elisabeth des Deutschen Schulschiffs-Vereins steht inhaltlich in keinem Zusammenhang zur Wolf-Reise und sollte offenbar maritimes Flair suggerieren.
Der Film war jahrzehntelang nur in einer gut vierminütigen Fassung überliefert und wurde offenbar vom Bundesarchiv-Filmarchiv restauriert.